# العلاقات الباربادوسية البولندية
العلاقات الباربادوسية البولندية هي العلاقات الثنائية التي تجمع بين باربادوس وبولندا.

## مقارنة بين البلدين
هذه مقارنة عامة ومرجعية للدولتين:
| وجه المقارنة                                              | باربادوس       | بولندا                                                                             |
| --------------------------------------------------------- | -------------- | ---------------------------------------------------------------------------------- |
| المساحة (كم2)                                             | 439            | 312.68 ألف                                                                         |
| عدد السكان (نسمة)                                         | 285.72 ألف     | 38.43 مليون                                                                        |
| الكثافة السكانية (ن./كم²)                                 | 65.08 ألف      | 122.91                                                                             |
| العاصمة                                                   | بريدج تاون     | وارسو                                                                              |
| اللغة الرسمية                                             | لغة إنجليزية   | اللغة البولندية                                                                    |
| العملة                                                    | دولار بربادوسي | زلوتي بولندي                                                                       |
| الناتج المحلي الإجمالي (بليون دولار)                      | 4.80 مليار     | 524.51 مليار                                                                       |
| الناتج المحلي الإجمالي (تعادل القوة الشرائية) بليون دولار | 4.66 مليار     | 1.02 تريليون                                                                       |
| الناتج المحلي الإجمالي الاسمي للفرد دولار أمريكي          | 15.43 ألف      | 12.55 ألف                                                                          |
| الناتج المحلي الإجمالي للفرد دولار أمريكي                 | 16.06 ألف      | 26.14 ألف                                                                          |
| مؤشر التنمية البشرية                                      | 0.795          | 0.843                                                                              |
| رمز المكالمات الدولي                                      | +1246          | +48                                                                                |
| رمز الإنترنت                                              | .bb            | .pl                                                                                |
| المنطقة الزمنية                                           | 00             | توقيت وسط أوروبا، ت ع م+01:00، ت ع م+02:00، أوروبا/وارسو ‏، توقيت وسط أوروبا الصيفي |

## منظمات دولية مشتركة
يشترك البلدان في عضوية مجموعة من المنظمات الدولية، منها:
| علم المنظمة | اسم المنظمة                        | تاريخ انضمام باربادوس | تاريخ انضمام بولندا |
| ----------- | ---------------------------------- | --------------------- | ------------------- |
|             | مؤسسة التنمية الدولية              | 29 سبتمبر 1999        | 28 أكتوبر 1960      |
|             | يونسكو                             | 24 أكتوبر 1968        | 6 نوفمبر 1946       |
|             | وكالة ضمان الاستثمار متعدد الأطراف | 12 أبريل 1988         | 29 يونيو 1990       |
|             | الأمم المتحدة                      | 9 ديسمبر 1966         | 24 أكتوبر 1945      |
|             | الاتحاد البريدي العالمي            | ?                     | 1 مايو 1919         |
|             | البنك الدولي للإنشاء والتعمير      | 12 سبتمبر 1974        | 27 يونيو 1986       |
|             | الاتحاد الدولي للاتصالات           | 16 أغسطس 1967         | 1921                |
|             | منظمة حظر الأسلحة الكيميائية       | ?                     | ?                   |
|             | مؤسسة التمويل الدولية              | 25 يونيو 1980         | 29 ديسمبر 1987      |
|             | منظمة التجارة العالمية             | ?                     | 1 يوليو 1995        |
|             | منظمة الشرطة الجنائية الدولية      | ?                     | ?                   |

## وصلات خارجية
- موقع وزارة الخارجية الباربادوسية
- موقع وزارة الخارجية البولندية